# Comisariado del Pueblo de Ferrocarriles de la Unión Soviética
El Comisariado del Pueblo para los Ferrocarriles de la Unión Soviética (en ruso: Народный комиссариат путей сообщения СССР, Narkomput) fue el organismo estatal de la Unión Soviética, que controló las actividades del ferroviarias y de otros tipos de transporte en la URSS entre 1923 y 1946.

## Historia
En 1923, después de la formación de la Unión Soviética, el Comisariado del Pueblo de Vías de Comunicación de la República Federativa Socialista Soviética de Rusia se transformó en el Comisariado del Pueblo para los Ferrocarriles de la Unión Soviética. Félix Dzerzhinski, presidente de la Comisión de Emergencia de toda Rusia, se convirtió en su primer jefe (Comisario del Pueblo).
Antes de dejar el Comisariado del Pueblo de Vías de Comunicación para ocupar el cargo de Presidente del Consejo Supremo de Economía Nacional, en enero de 1924, Dzerzhinski presentó al Consejo de Trabajo y Defensa de la Unión Soviética un detallado "Informe sobre la Marina Mercante del Estado". Analizó el trabajo de la armada soviética, delineó el proyecto de programa de construcción naval para 10 años elaborado por la Administración Central de Transporte Marítimo y la flota de la Marina Mercante del Estado, y propuso una pequeña cantidad de barcos para ser comprados en el extranjero como medida temporal.
El 2 de marzo de 1929, el Instituto de Construcción Naval y Reparación de Barcos se estableció como parte del Departamento de Investigación del Comisariado del Pueblo de Rutas de Comunicación, dirigido por el profesor (más tarde académico) Valentín Pozdunin.
El 13 de febrero de 1930, el Presídium del Comité Ejecutivo Central de la Unión Soviética aprobó la resolución del Consejo de Comisarios del Pueblo "Sobre la reorganización de la gestión del transporte marítimo y fluvial".
En el otoño de 1930, el Instituto de Construcción Naval y Reparación de Barcos se transformó en el Instituto Central de Investigación de Transporte Marítimo (el primer director fue Sergeev). Un año después de la fusión con un instituto de transporte fluvial similar, se estableció el Instituto Central de Investigación Científica del Transporte Acuático con sede en Leningrado (el primer director fue Tolstousov) y una sucursal en Moscú. El instituto llevó a cabo investigaciones en el campo de la economía y la operación de flotas, reparación de barcos, construcción de capital y uso de vías navegables y puertos.
El 30 de enero de 1931, el Comité Ejecutivo Central y el Consejo de Comisarios del Pueblo de la Unión Soviética adoptaron un decreto "Sobre la formación del Comisariado del Pueblo para el Transporte Acuático de la Unión Soviética", sobre cuya base el transporte marítimo y fluvial y todos las instalaciones portuarias se separaron de la Comisaría Popular de Vías de Comunicación.
En 1931 y 1932, el Consejo de Comisarios del Pueblo de la Unión Soviética adoptó una serie de decretos destinados a intensificar el transporte y mejorar el trabajo del transporte ferroviario y por carretera.
En 1932, se tomó la decisión del Consejo de Comisarios del Pueblo sobre la reconstrucción de los ferrocarriles. Esta decisión preveía: fortalecer la vía colocando rieles más pesados, un amplio uso de lastre de escombros, crear locomotoras potentes ( Felix Dzerzhinski, Joseph Stalin ), automóviles pesados de 4 ejes, cambiar el material rodante a frenos automáticos y acoplamiento automático, crear semiautomáticos y sistemas de bloqueo automático, introducción de flechas y señales de enclavamiento mecánico y eléctrico y más.
En 1940, la longitud operativa de la red alcanzó 106,1 mil kilómetros, el transporte de mercancías ascendió a 592,6 millones de toneladas.
Durante la Segunda Guerra Mundial, la parte europea de la red ferroviaria se destruyó casi por completo, se perdió el 40% de los automóviles y el 50% de las locomotoras. A pesar de esto, el transporte ferroviario proporcionó completamente el transporte militar y la entrega de carga al frente.
En 1946, el Comisariado del Pueblo de Ferrocarriles de la Unión Soviética se transformó en el Ministerio de Ferrocarriles de la Unión Soviética.

## Lista de Comisarios del Pueblo
| N.º | Comisario | Comisario                     | Partido | Partido           | Periodo                                       | Gabinete            |
| --- | --------- | ----------------------------- | ------- | ----------------- | --------------------------------------------- | ------------------- |
| 1   |           | Félix Dzerzhinski (1877-1926) |         | Partido Comunista | 6 de julio de 1923-2 de febrero de 1924       | Lenin II            |
| 2   |           | Jānis Rudzutaks (1887-1938)   |         | Partido Comunista | 2 de febrero de 1924-11 de junio de 1930      | Rýkov I–II–III–IV   |
| 3   |           | Moiséi Rujimóvich (1889-1938) |         | Partido Comunista | 11 de junio de 1930-2 de octubre de 1931      | Rýkov IV Mólotov I  |
| 4   |           | Andréi Andréiev (1895-1971)   |         | Partido Comunista | 2 de octubre de 1931-28 de febrero de 1935    | Mólotov I–II        |
| 5   |           | Lázar Kaganóvich (1893-1991)  |         | Partido Comunista | 28 de febrero de 1935-22 de agosto de 1937    | Mólotov II-III      |
| 6   |           | Alekséi Bakulin (1899-1939)   |         | Partido Comunista | 22 de agosto de 1937-5 de abril de 1938       | Mólotov III–IV      |
| 7   |           | Lázar Kaganóvich (1893-1991)  |         | Partido Comunista | 5 de abril de 1938-25 de marzo de 1942        | Mólotov IV Stalin I |
| 8   |           | Andréi Jrulev (1892-1962)     |         | Partido Comunista | 25 de marzo de 1942-26 de febrero de 1943     | Stalin I            |
| 9   |           | Lázar Kaganóvich (1893-1991)  |         | Partido Comunista | 26 de febrero de 1943-20 de diciembre de 1944 | Stalin I            |
| 10  |           | Iván Kovalev (1901-1993)      |         | Partido Comunista | 20 de diciembre de 1944-15 de marzo de 1946   | Stalin I            |

## Actividades
Durante la Primera Guerra Mundial y la Guerra Civil, más del 60% de las redes, el 90% de la locomotoras y el 80% de la flota de automóviles fueron destruidos. Solo en 1928 fue posible restaurar básicamente el transporte ferroviario destruido y llevar el tráfico al volumen de 1913.